# 87e division d'infanterie territoriale
Pour les articles homonymes, voir 87e division.
La 87e division d'infanterie territoriale est le nom d'une unité de l’armée française.

## Chefs de la87edivisiond'infanterie territoriale
- 24 avril 1915 - 5 avril 1917: général Joppé
- 2 juin 1918 - 15 janvier 1919: général Dhers

## LaPremière Guerre mondiale

### Composition au cours de laguerre
Mobilisée dans la 10e région.
- 11e Régiment d'infanterie territoriale de juin 1916 à avril 1917
- 12e Régiment d'infanterie territoriale de juin 1916 à avril 1917
- 73e Régiment d'infanterie territoriale d'août 1914 à avril 1917
- 74e Régiment d'infanterie territoriale d'août 1914 à avril 1917
- 76e Régiment d'infanterie territoriale d'août 1914 à juin 1916
- 79e Régiment d'infanterie territoriale d'août 1914 à juin 1916
- 80e Régiment d'infanterie territoriale d'août 1914 à juin 1916
- 100e Régiment d'infanterie territoriale d'avril à août 1915
- 102e Régiment d'infanterie territoriale d'avril à août 1915

### 1914
6 août – 7 octobre
Transport par V.F., de Saint-Servan, à Valognes; garde du littoral dans cette région.
À partir du 26 août, transport par mer et par V.F. dans la région du Havre ; travaux et défense.
À partir du 5 octobre, transport par mer à Dunkerque.
7 – 24 octobre
Mouvement vers Ypres.
À partir du 14 octobre, occupation et défense de la région de Zillebeke, Pilkem ; travaux.
22 octobre, combat vers Bikschote.
24 octobre – 17 novembre
Relève d'une division britannique vers Langemark et Steenstrate.
Engagée dans la bataille d'Ypres : combats vers Weidendreft, Mangelaare et Kortekeer Cabaret.
17 novembre – 6 décembre
Retrait du front; repos vers Killem, puis travaux vers Elverdinge et Dikkebus.
6 décembre 1914 – 24 janvier 1915
Mouvement vers le front et occupation d'un secteur sur le canal de l'Yser, vers le pont de Knocke, le pont de Drie Grachten et Kortekeer Cabaret,réduit à droite, le 30 décembre, jusque vers la maison du Passeur.

### 1915
24 – 29 janvier
Retrait du front (relève par l'Armée belge), et repos vers Proven
29 janvier – 30 mars
Mouvement vers le front et occupation d'un secteur vers Poelkapelle et Steenstrate.
30 mars – 13 avril
Retrait du front et repos vers Socx.
13 avril – 21 mai
Mouvement vers le front et occupation d'un secteur vers Langemarck et Steenstrate.
22 avril, attaque allemande par gaz; violentes contre-attaques françaises; puis occupation, par des éléments, d'un nouveau secteur sur l'Yser au nord de Boezinge.
21 mai – 30 septembre
Retrait du front et repos vers Rexpoëde (éléments en secteur vers Steenstrate et Boesinghe).
30 septembre 1915 – 26 février 1916
Mouvement vers le front et occupation d'un secteur vers Steenstrate et Boesinghe, en liaison avec les armées belges et britanniques.

### 1916
26 février – 18 mai
Retrait du front; stationnement vers Rexpoëde: des éléments de la 87e D.T. participent à l'organisation de la défense de Dunkerque et à l'occupation du secteur du  36e CA.
18 mai – 5 juin
Occupation d'un secteur vers Steenstraate et Boesinghe.
5 – 15 juin
Retrait du front, et à partir du 7 juin, transport par V.F. dans la région d'Estrées-Saint-Denis; repos.
15 juin – 18 décembre
Mouvement vers le front et occupation d'un secteur vers Belval et l'Oise, réduit à gauche, le 2 décembre, jusque vers l'Ecouvillon.
18 décembre 1916 – 26 février 1917
Retrait du front; repos vers Grandfresnoy et Sacy-le-Grand.
À partir du 27 décembre, travaux dans les régions de Villers-Cotterêts, de Senlis, de Ressons-sur-Matz et de Creil.

### 1917
26 février – 12 mars
Instruction au camp de Pontarmé.
12 – 17 mars
Mouvement vers Compiègne, puis occupation d'un secteur entre l'Oise et l'Ecouvillon.
17 – 18 mars
Poursuite de l'ennemi (Repli allemand): prise de Noyon.
18 mars 1er avril
Travaux dans la région de Noyon.
1er – 5 avril
Regroupement vers Roye et Porquericourt; transformation de la 87e D.T. en  87e D.I. active.

### Rattachements
Affectation organique: Isolée, d’août 1914 à avril 1917